# Осетницеві
Осетницеві, справжні плодові мухи, рябокрилкові, тефритиди, також зрідка строкатокрилки (Tephritídae) — родина двокрилих, яких називають ще "справжніми плодовими мухами."[джерело?] Родина налічує близько 5000 описаних видів, розподілених між майже 500 родами. В Україні відомо в цей час 111 видів, а в Європі в цілому — 269 видів . Личинки більшості видів є рослиноїдними. Понад 100 видів у світі є важливими шкідниками плодових, технічних, декоративних і лікарських культур.
У переважній більшості осетниці вирізняються крилами з темним смугастим або плямистим візерунком та особливостями розташування щетинок голови, жилок крила тощо.
Личинки осетниць розвиваються переважно у суцвіттях складноцвітих рослин (Compositae, Asteraceae): полинів, волошок, будяків, осотів тощо, від чого походить їхня українська назва.
Осетниці є важливими сільськогосподарськими об'єктами. Деякі види є важливими шкідниками, тоді як інші є корисними комахами.  Численні види осетниць шкодять плодовим, олійним та овочевим культурам. Рід Bactrocera є всесвітньо відомим через численні види сільськогосподарських шкідників, що входять до нього. Маслинна муха (B. oleae), наприклад, живиться тільки на одній рослині: диких або культурних маслинах, Olea europaea. Вона є здатною знищити до 100% врожаю маслин, пошкоджуючи плоди. Вишнева муха (Rhagoletis cerasi Linnaeus) вражає достигаючі плоди вишень, черешень, але частина популяції цього виду є пов'язаною тільки з жимолостю. З іншого боку, деяких мух-осетниць використовують як агентів біологічного методу боротьби з бур'янами.

## Класифікація
В межах родини Tephritidae виділяють декілька підродин:
- Blepharoneurinae(інші мови) (5 родів, 34 види)
- Dacinae(інші мови) (41 роди, 1066 видів)
- Phytalmiinae(інші мови) (95 роди, 331 види)
- Tachiniscinae(інші мови) (8 родів, 18 видів)
- Tephritinae(інші мови) (211 родів, 1859 видів)
- Trypetinae(інші мови) (118 родів, 1012 видів)

## Галерея

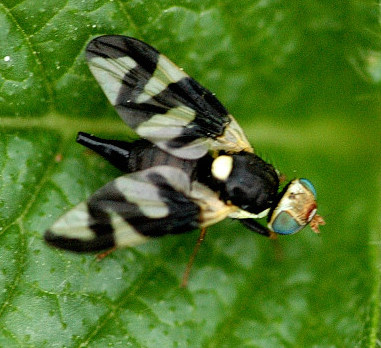
Urophora cardui(інші мови)
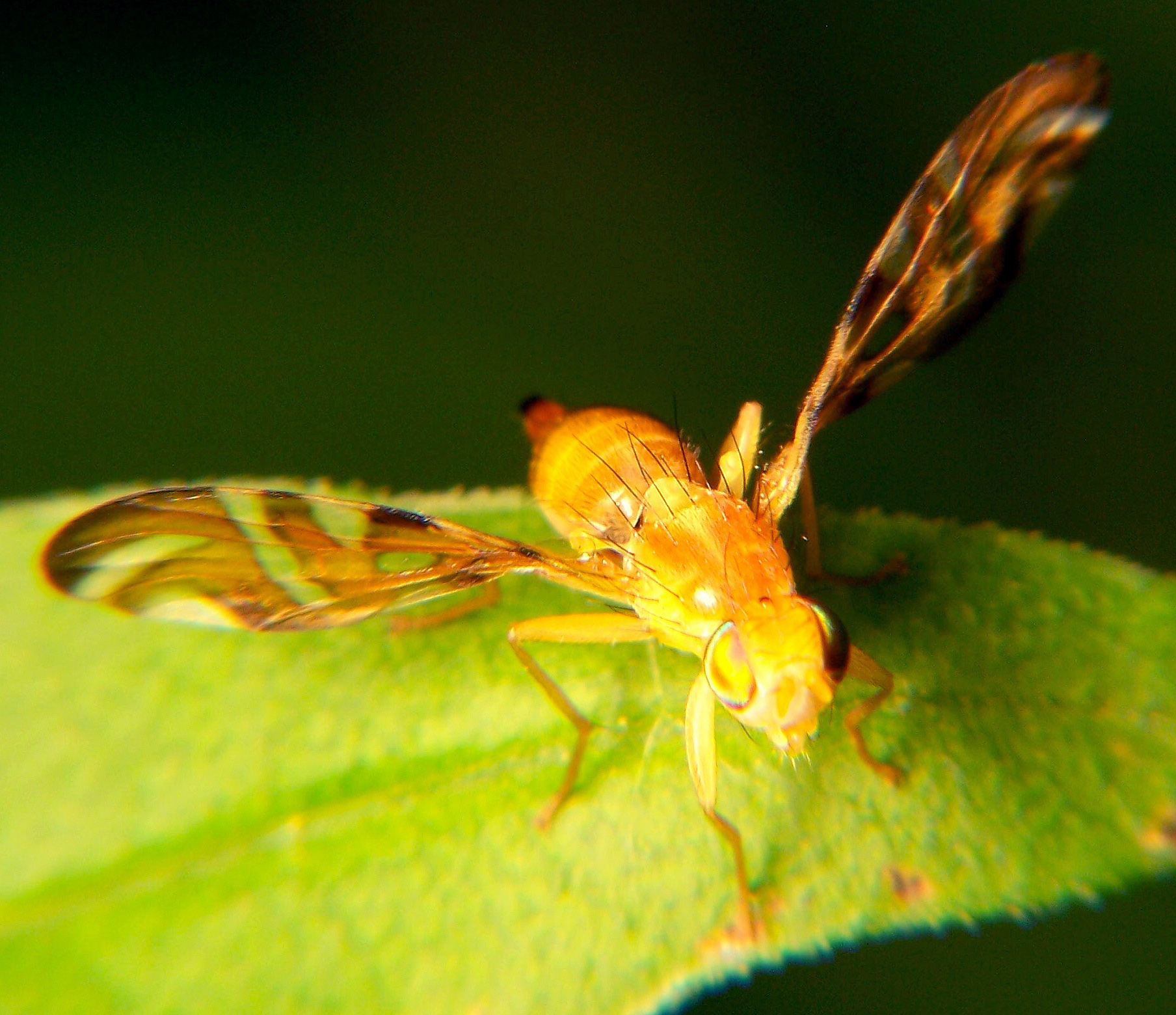
Strauzia longipennis
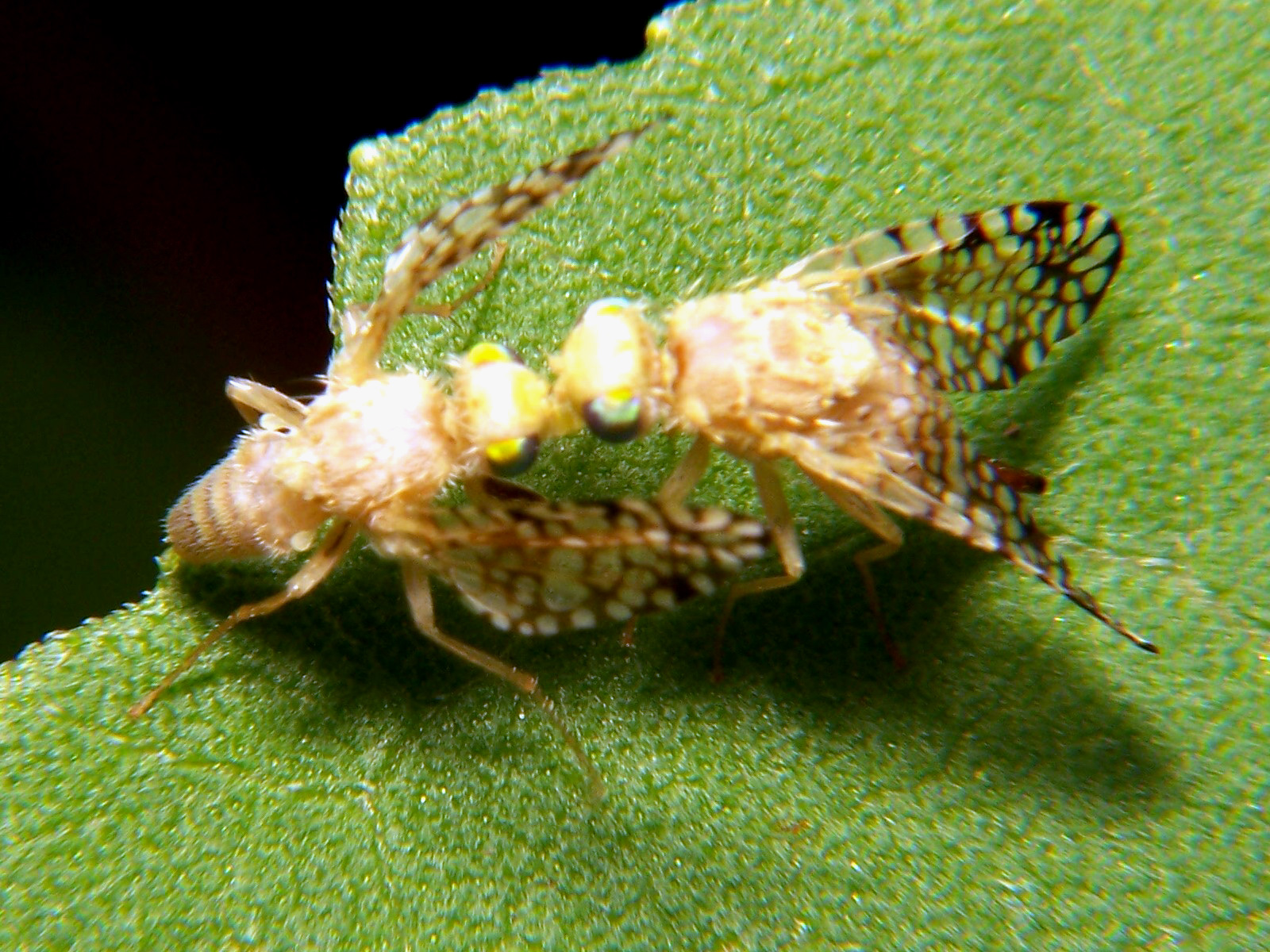
Euaresta aequalis(інші мови)
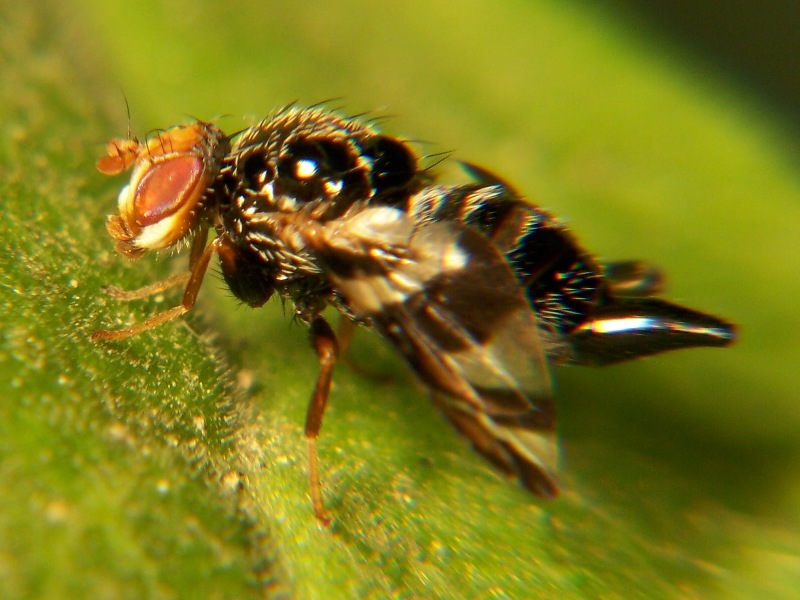
Procecidochares atra(інші мови)
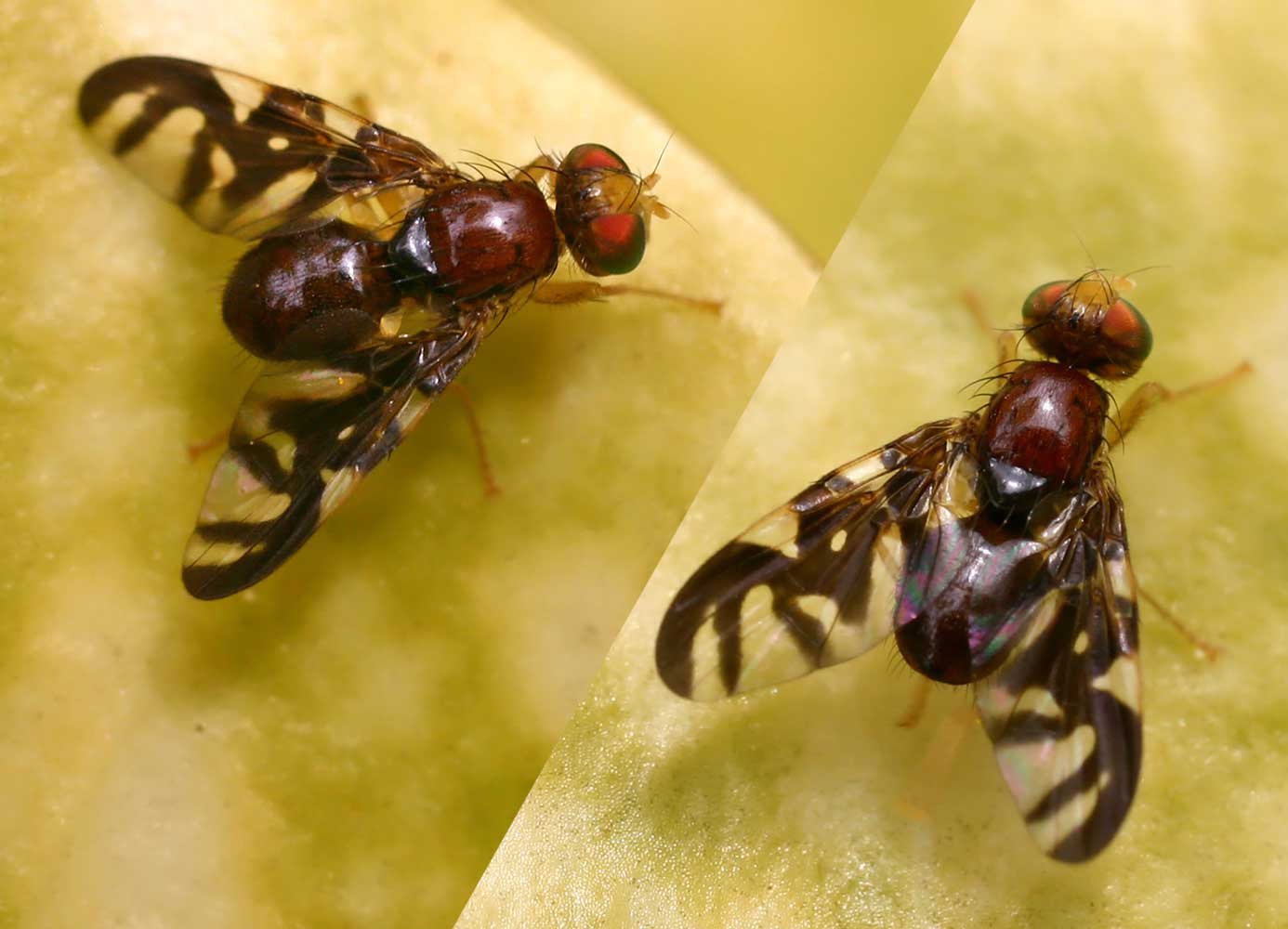
Euleia heraclei
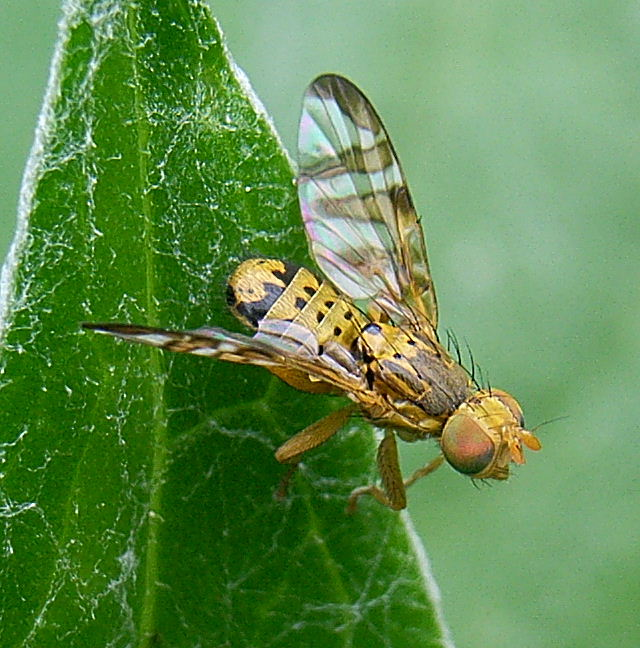
Chaetostomella cylindrica(інші мови)
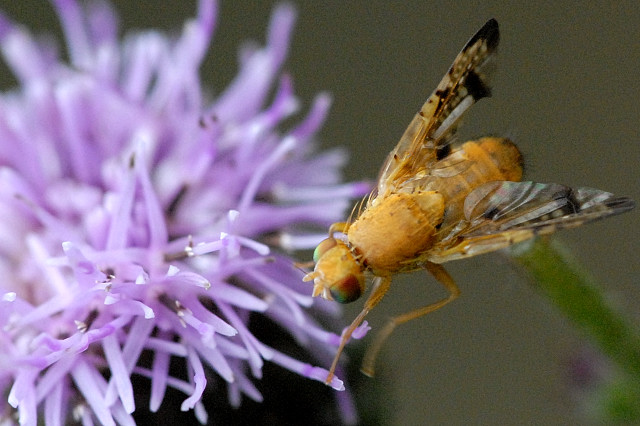
Xyphosia miliaria(інші мови)
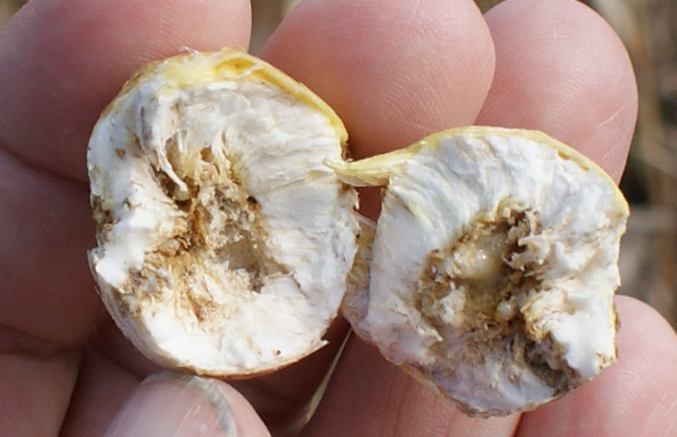
Eurosta solidaginis(інші мови)
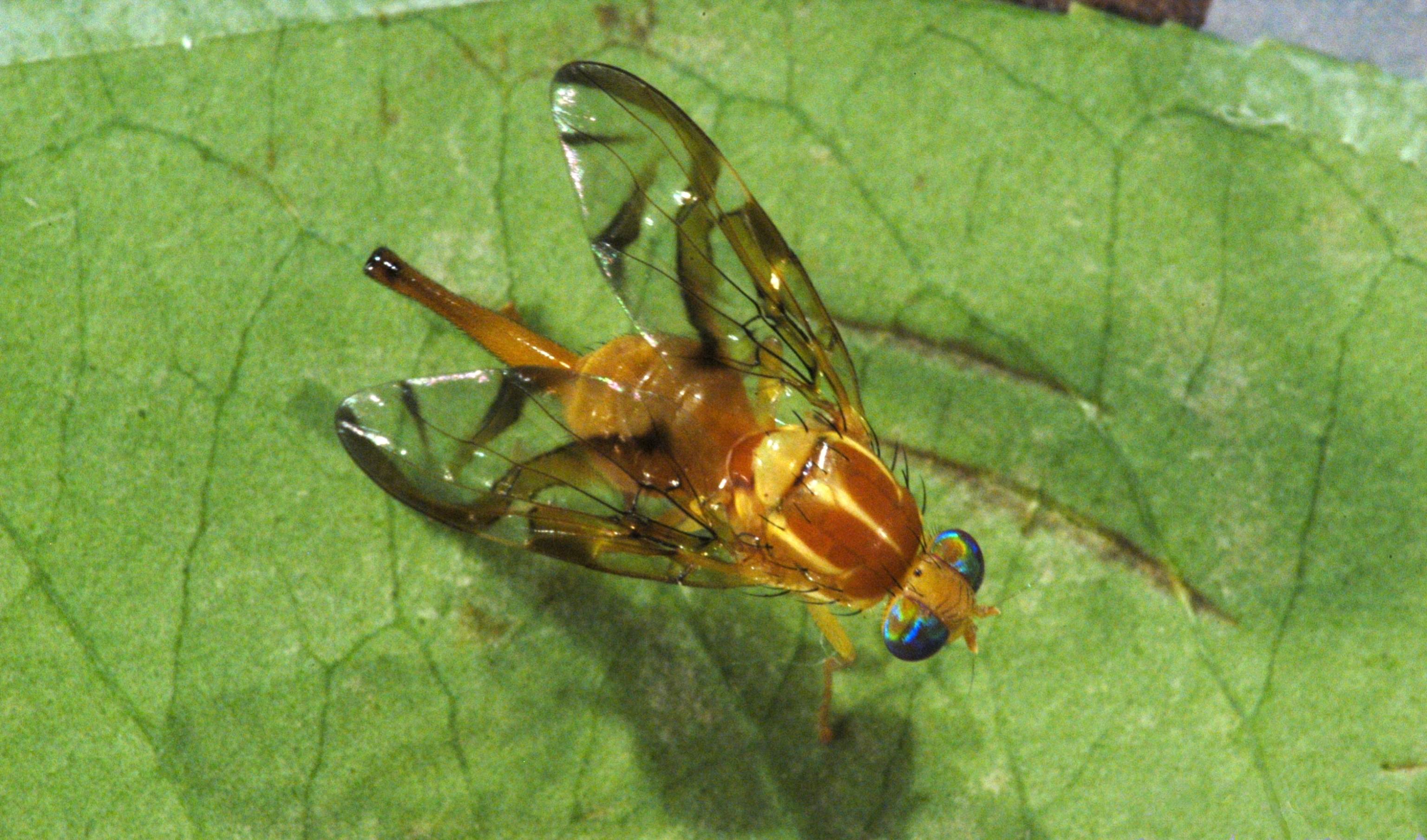
Anastrepha ludens(інші мови)

## Також дивись
- Tephritid Workers Database (TWD)(інші мови)